# Bakerstown
Bakerstown es un lugar designado por el censo ubicado en el condado de Allegheny en el estado estadounidense de Pensilvania. En el año 2010 tenía una población de 1761 habitantes.

## Geografía
Bakerstown se encuentra ubicado en las coordenadas 40°39′12″N 79°56′31″O / 40.65333, -79.94194.